# Museum Hürtgenwald 1944
Das Museum Hürtgenwald 1944 und im Frieden befindet sich in Vossenack, Gemeinde Hürtgenwald im Kreis Düren, Nordrhein-Westfalen.
Am 29. März 1983 wurde in Kleinhau in einer Steinscheune das „Friedensmuseum Hürtgenwald 1944“ eröffnet. Es sollte an die schweren Schlachten im Zweiten Weltkrieg im Hürtgenwald und die Allerseelenschlacht erinnern. Konrad Schall aus Winden hatte viele Ausstellungsstücke zusammengetragen. Fahrzeuge, Schriftstücke, Uniformen und vieles mehr dokumentierten die Kämpfe in der Umgebung.
Später wurde ein Teil der Ausstellung aus dem Nachlass Schall von der Gemeinde übernommen. Sie gab diese weiter an den Geschichtsverein Hürtgenwald. Am  15. September 2001 wurde das heutige Museum Hürtgenwald 1944 und im Frieden eröffnet. 
Das Friedensmuseum ist in folgende Themenräume aufgeteilt:
- Heimatgeschichte Hürtgenwald
- Der Westwall im Bereich Hürtgenwald
- Kartenzimmer
- Die Wehrmacht im Hürtgenwald
- Die US-Army im Hürtgenwald
- Der Hürtgenwald in der Nachkriegszeit